# Spangle
Spangle az Amerikai Egyesült Államok északnyugati részén, Washington állam Spokane megyéjében elhelyezkedő város. A 2010. évi népszámlálási adatok alapján 278 lakosa van.
A települést 1872-ben alapította William Spangle; területét hivatalosan 1879-ben jelölték ki, városi rangot pedig 1888-ban kapott.
A településen található a Hetednapi Adventista Egyház által működtetett Upper Columbia Academy.

## Éghajlat
| Hónap                         | Jan.  | Feb.  | Már.  | Ápr.  | Máj. | Jún. | Júl. | Aug. | Szep. | Okt.  | Nov.  | Dec.  | Év    |
| ----------------------------- | ----- | ----- | ----- | ----- | ---- | ---- | ---- | ---- | ----- | ----- | ----- | ----- | ----- |
| Rekord max. hőmérséklet (°C)  | 16,1  | 18,9  | 22,8  | 34,4  | 36,1 | 41,1 | 44,4 | 41,7 | 37,8  | 32,2  | 22,2  | 17,8  | 44,4  |
| Átlagos max. hőmérséklet (°C) | 2,8   | 5,6   | 10,0  | 14,4  | 18,9 | 22,8 | 28,9 | 28,9 | 23,9  | 16,1  | 6,7   | 1,7   | 15,1  |
| Átlagos min. hőmérséklet (°C) | −5,0  | −3,3  | −1,1  | 1,1   | 4,4  | 7,8  | 10,0 | 10,0 | 5,6   | 1,1   | −2,2  | −5,6  | 1,9   |
| Rekord min. hőmérséklet (°C)  | −32,2 | −31,7 | −20,0 | −12,2 | −5,6 | −2,8 | −1,7 | −0,6 | −11,7 | −15,6 | −26,1 | −33,9 | −33,9 |
| Átl. csapadékmennyiség (mm)   | 52    | 39    | 40    | 35    | 44   | 31   | 17   | 13   | 19    | 33    | 62    | 57    | 442   |
| Forrás: The Weather Channel   |       |       |       |       |      |      |      |      |       |       |       |       |       |

## Népesség
A 2010-es népszámláláskor a városnak 278 lakója, 118 háztartása és 74 családja volt. A népsűrűség 305,5 fő/km2. A lakóegységek száma 126, sűrűségük 138,5 db/km2. A lakosok 97,5%-a fehér,  1,4%-a indián, 0,4%-a ázsiai,  0,4%-a egyéb, 0,4%-a pedig kettő vagy több etnikumú. A spanyol vagy latino származásúak aránya 0,4% ( 0,4% Puerto Ricó-i,  )
A háztartások 30,5%-ában élt 18 évnél fiatalabb. 49,2% házas, 5,1% egyedülálló nő, 8,5% egyedülálló férfi, 37,3% pedig nem család. 30,5% egyedül élt; 12,7%-uk 65 éves vagy idősebb. Egy háztartásban átlagosan 2,36 személy élt; a családok átlagmérete 2,97 fő.
A medián életkor 40,8 év volt. A város lakóinak 21,9%-a 18 évesnél fiatalabb, 9,4% 18 és 24 év közötti, 24,2%-uk 25 és 44 év közötti, 24,8%-uk 45 és 64 év közötti, 19,8%-uk pedig 65 éves vagy idősebb. A lakosok 51,1%-a férfi, 48,9%-a pedig nő.

## Fordítás
Ez a szócikk részben vagy egészben  a   Spangle, Washington című angol Wikipédia-szócikk ezen változatának fordításán alapul.  Az eredeti cikk szerkesztőit annak laptörténete sorolja fel. Ez a jelzés csupán a megfogalmazás eredetét és a szerzői jogokat jelzi, nem szolgál a cikkben szereplő információk forrásmegjelöléseként.